# Hewitsonia intermedia
Hewitsonia intermedia är en fjärilsart som beskrevs av James John Joicey och Talbot 1921. Hewitsonia intermedia ingår i släktet Hewitsonia och familjen juvelvingar. Inga underarter finns listade i Catalogue of Life.